# جو ماكلولين
جو ماكلولين (بالإنجليزية: Joe McLaughlin)‏ (2 يونيو 1960 في المملكة المتحدة - ) هو لاعب كرة قدم بريطاني في مركز الدفاع. لعب مع تشارلتون أثلتيك وتشيلسي ونادي سانت ميرين ونادي فالكيرك ونادي هيبرنيان ونادي واتفورد ونادي غرينوك مورتون ونادي كلايدبانك ‏.

## وصلات خارجية
- جو ماكلولين على موقع قاعدة بيانات كرة القدم.إي يو (الإنجليزية)